# Cracking the Cryptic
 (juin 2020).
Cracking the Cryptic est une chaîne YouTube anglophone dédiée aux puzzles papier, principalement du sudoku, mais aussi des mots croisés et d'autres types de puzzles numériques et verbaux. 
La chaîne a été créée en 2017 par deux amis et experts en résolution de casse-tête venant d'Angleterre, Simon Anthony, un ancien banquier d'investissement, et Mark Goodliffe, un directeur financier. La plupart de leurs vidéos commencent par quelques mesures du début de la sonate pour piano n° 16 de Mozart. La plupart durent entre 10 et 25 minutes. Chacune des vidéos montre l'un des deux présentateurs attaquant et résolvant un puzzle en temps réel, avec leur commentaire en direct. Certains des puzzles de sudoku sont des sudoku difficiles trouvés dans les journaux, avec de bons conseils pour tout résoudre ; mais la majorité sont des puzzles construits à la main qui nécessitent des techniques très avancées pour les résoudre, ou des variantes de sudoku avec des règles spéciales. 
Les fondateurs espéraient que la chaîne pourrait susciter l'intérêt de quelques centaines de personnes. La pandémie de Covid-19 a changé beaucoup de choses, y compris les habitudes de consommation sur Internet pendant le confinement. Le 8 juin 2020, elle comptait 230 000 abonnés et la vidéo la plus populaire avait reçu plus de 3,8 millions de vues,,,,.